# Eric Weiner
Eric Weiner is een Amerikaanse correspondent voor National Public Radio. Hij werkt vooral in New Delhi, Jeruzalem en Tokio.
Weiner is ook de auteur van het boek The Geography of Bliss: One Grump's Search for the Happiest Places in the World. In dit boek reist Weiner naar plaatsen rond de wereld, inclusief IJsland, Bhutan, Moldavië en Qatar om uit te zoeken hoe deze verschillende mensen leven.